# Team Designa Køkken-Knudsgaard/Saison 2014
Dieser Artikel listet Erfolge und Fahrer des Radsportteams Designa Køkken-Knudsgaard in der Saison 2014 auf.

## Abgänge – Zugänge
| Zugänge            | Team 2013         | Abgänge             | Team 2014                    |
| ------------------ | ----------------- | ------------------- | ---------------------------- |
| Jesper Hansen      | J.Jensen-Ramirent | Philip Nielsen      | Globeteam-Siesta Homes Group |
| Dennis Jensen      | Neoprofi          | Joakim Bukdal       | Team ABC Elite               |
| Christoffer Lisson | Neoprofi          | Mathis Johansson    | Unbekannt                    |
| Christian Lund     | Neoprofi          | Jonas Nordkroggaard | Unbekannt                    |
| Nicklas Pedersen   | Neoprofi          | Søren Petersen      | Unbekannt                    |

## Mannschaft
| Name                | Geburtstag         | Nationalität |
| ------------------- | ------------------ | ------------ |
| Rolf Broge          | 21. November 1988  | Dänemark     |
| Jesper Hansen       | 26. Juni 1989      | Dänemark     |
| Dennis Jensen       | 26. September 1982 | Dänemark     |
| Christoffer Lisson  | 28. November 1995  | Dänemark     |
| Christian Lund      | 27. Dezember 1994  | Dänemark     |
| Jacob Gye Madsen    | 23. November 1989  | Dänemark     |
| Mads Meyer          | 10. Januar 1990    | Dänemark     |
| Alexander Mørk      | 15. Januar 1992    | Dänemark     |
| Jesper Nielsen      | 7. Juli 1984       | Dänemark     |
| Nicklas Pedersen    | 3. August 1993     | Dänemark     |
| Nicki Rasmussen     | 31. Januar 1990    | Dänemark     |
| Emil Warsoe         | 5. Juni 1989       | Dänemark     |
| Mathias Westergaard | 21. Februar 1994   | Dänemark     |